# Miguel de la Fuente Escudero
Miguel de la Fuente Escudero (Tudela de Duero, Valladolid, 3 de septiembre de 1999) es un futbolista español que juega en la demarcación de delantero para el C. D. Leganés de la Segunda División de España.

## Trayectoria
Nacido en Tudela de Duero, se unió a la cantera del Real Valladolid C. F. en 2013, con 13 años.
El 26 de marzo de 2017, con solo 17 años, hizo su debut sénior con el Real Valladolid C. F. "B" en un empate a domicilio de 0-0 contra el Burgos C. F. en el campeonato de la Segunda División B. Durante la temporada 2017-2018 formó parte de la plantilla del filial. 
En el verano de 2017 realizó la pretemporada con el primer equipo del Real Valladolid C. F. con apenas 18 años a las órdenes de Luis César Sampedro, destacando la anotación de un tanto en un partido amistoso frente al Besiktas J. K.
El 20 de noviembre de 2017 renovó su contrato hasta 2021. Seis días después marcó su primer gol logrando el empate para el equipo B en un empate 1–1 ante el Pontevedra C. F. Además, esa misma temporada llegó a ser internacional sub-19 con la selección española con la que disputó cuatro encuentros y anotó dos goles.
El 21 de octubre de 2018 debutó en la Primera División en la victoria del Real Valladolid C. F. en el Estadio Benito Villamarín frente al Real Betis Balompié. Corría el minuto 90 cuando Sergio González decidió apostar por él para sustituir al turco Enes Ünal.
En la primera vuelta de la temporada 2019-20 con el filial, se convirtió en el máximo goleador con 10 goles, llamando la atención de varios clubes de Segunda en el mercado de invierno de enero de 2020. Sus actuaciones con el filial le permitieron alternar participaciones con el primer equipo, ya que dispuso de minutos en las jornadas número 3, 21 y 23 frente al Levante U. D., Real Madrid C. F. y Villarreal C. F. Además, el 18 de diciembre de 2019 disputó el encuentro de la primera ronda de la Copa del Rey, cuando jugó 45 minutos en la victoria por cero goles a tres frente al Tolosa C. F. y el 22 de enero de 2020 disputó veinte minutos de la tercera ronda frente al C. D. Tenerife en la que quedaría eliminado por dos goles a uno.
En octubre de 2020 se unió al C. D. Leganés, siendo inscrito con ficha del equipo filial. La cesión se hizo sin acuerdo entre el club propietario y el jugador.

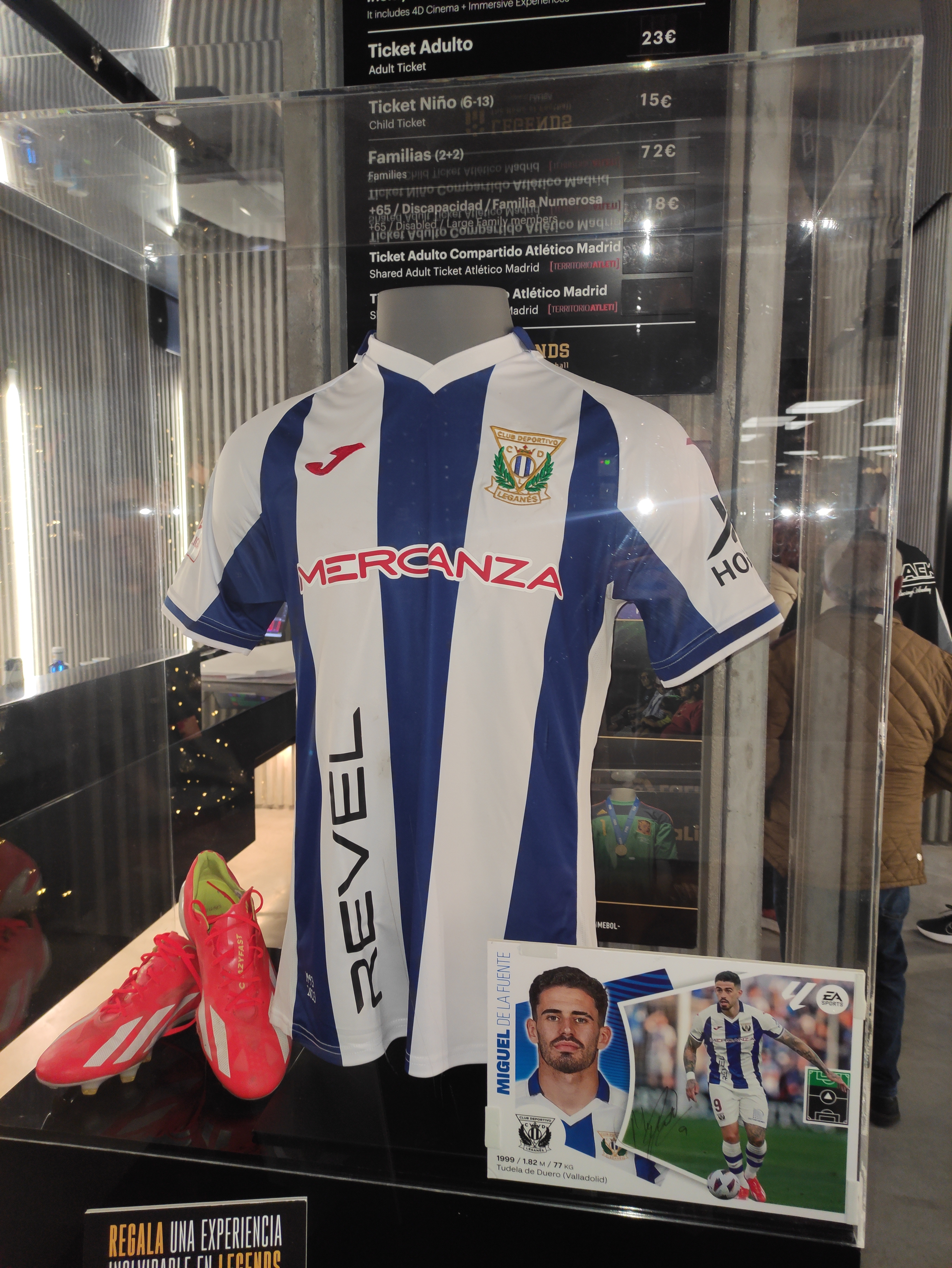
Camiseta y botas con las que Miguel logró el ascenso a Primera División en 2024.

En junio de 2021 terminó contrato con el Real Valladolid Promesas, quedando libre, y en agosto firmó hasta junio de 2025 por el Deportivo Alavés. En su primer año se estrenó como goleador en Primera División y en el segundo consiguieron ascender a esta categoría.
El 1 de septiembre de 2023 regresó al C. D. Leganés en una cesión por una temporada. En ella marcó trece goles en 35 partidos y contribuyó a conseguir el ascenso a Primera División. Siguió en el club después de ser adquirido en propiedad y firmar hasta 2028.

## Clubes
Actualizado al último partido disputado el 24 de mayo de 2025.
| Club                           | País          | Año           | Partidos | Goles |
| ------------------------------ | ------------- | ------------- | -------- | ----- |
| Real Valladolid C. F. Promesas | España        | 2017-2021     | 85       | 25    |
| Real Valladolid C. F.          | España        | 2018-2020     | 12       | 0     |
| C. D. Leganés (cedido)         | España        | 2020-2021     | 29       | 6     |
| Deportivo Alavés               | España        | 2021-2024     | 62       | 5     |
| C. D. Leganés (cedido)         | España        | 2023-2024     | 35       | 13    |
| C. D. Leganés                  | España        | 2024-act.     | 38       | 2     |
| Total carrera                  | Total carrera | Total carrera | 261      | 51    |

## Palmarés

### Campeonatos nacionales
| Título           | Club          | País   | Año  |
| ---------------- | ------------- | ------ | ---- |
| Segunda División | C. D. Leganés | España | 2024 |